# Нафтогазоконденсатний поклад
Нафтогазоконденсатний поклад (рос. нефтегазоконденсатная залежь, англ. oil and gas condensate pool, нім. Erdöl- und Erdgaskondensat-Lager n) – нафтовий поклад з газоконденсатною шапкою. 
Відрізняється перевищенням об’єму нафтової частини єдиного покладу над газовою частиною і наявністю в останній в стані зворотного (ретроградного) випаровування певної кількості бензиново-гасових (рідше масляних) фракцій вуглеводнів. Газоконденсатна частина характеризується: пластовими термобаричними умовами, вмістом стабільного конденсату, тиском макс. конденсації і тиском початку конденсації, коеф. конденсатовіддачі, складом пластового газу і конденсату, а нафт. частина Н.п. – тиском насичення, властивостями пластової нафти, газовим фактором і ін. параметрами. Вміст стабільного конденсату в газовій частині коливається від десятків г/м3 до 1000 і більше г/м3.